# Kapsaicin
Kapsaicin (även känt som capsaicin) är ett fettlösligt (lipofilt), färglöst, doftlöst och vaxartat ämne. Det är orsaken till den upplevda hettan hos växtarter i släktet Capsicum (chilipeppar). Dessa har troligen utvecklat ämnet som skydd mot växtätande djur samt angrepp från svampar och mikroorganismer. 
Koncentrationen av kapsaicin (ungefär samma sak som den upplevda hettan) mäts i scovillegrader.

## Användningsområden

### Mat
Tack vare den brännande känslan ämnet ger i kontakt med hud och slemhinnor är den vanlig i maträtter för att åstadkomma en upplevd hetta och styrka. Den vanligaste källan till kapsaicin är chilifrukter, eller chilipeppar.
Det är bra att komma ihåg att ämnet är fettlösligt när man förtärt starkt kryddad mat som innehåller kapsaicin. För att mildra den brännande känslan är det bättre att äta eller dricka fet mat som jordnötter eller mjölk än att dricka vatten, då vatten riskerar att sprida ut kapsaicin i munhålan. Alkoholhaltiga drycker löser också upp kapsaicin, tack vare kolkedjan hos etanol.

### Medicin
Kapsaicin används i smärtlindrande hudsalvor mot postherpetisk neuralgi efter bältros.
Ämnet återfinns även i krämer för tillfällig smärtlindring vid muskel- och ledvärk, som reumatism.
Ett annat användningsområde för kapsaicin är vid diagnosticering av sensorisk hyperreaktivitet. Genom att andas in kapsaicin, som framkallar hosta vid inandning, fås ett mått på känsligheten hos de sensoriska nerverna i luftvägarna.
Hälsofördelarna hos kapsaicin kan vara många, men viss forskning menar också att samma ämne kan påverka mage/tarm-barriären negativt och vara orsaken till en rad olika sjukdomar. t.ex. IBS.

### Dopningsmedel inom ridsport
Kapsaicin används för att behandla både människor och djur. Effekten på hästar har tre funktioner. Det ökar blodgenomströmningen i det berörda området genom att vidga de ytliga kapillärerna, vilket motverkar kramp i musklerna; det kan vara smärtlindrande, men det kan också göra att hästarna blir hyperkänsliga. Att stryka på salva med kapsaicin på frambenen på en hopphäst gör den känsligare för beröring och hästen gör sitt yttersta för att inte stöta mot bommarna

### Icke-dödligt våld
Kapsaicin är även den aktiva ingrediensen i pepparsprej. När kapsaicinet kommer i kontakt med huden, speciellt ögon och slemhinnor, upplevs en mycket stark och intensiv smärta. 
Symptom på överdos är andningsproblem, blå hud och krampattacker. De stora doser som krävs för att döda en vuxen person, och den låga koncentrationen i chilifrukter, gör att oavsiktlig förgiftning vid chilikonsumtion är väldigt osannolik.

### Skadedjursbekämpning
Vissa bekämpningsmedel mot skadedjur innehåller kapsaicin. Ett vanligt exempel är fågelmat blandad med mald eller krossad chili för att hålla exempelvis ekorrar borta, eftersom fåglar inte påverkas av kapsaicin. Även insekter påverkas av kapsaicin.